# Princ George Valižanski
Princ George Valižanski (rojstno ime George Alexander Louis), * 22. julij 2013, London 
George je najstarejši otrok princa Williama in njegove žene Catherine Cambriške ter vnuk Karla III. in njegove prve žene Diane, valižanske princese. Je drugi v vrsti nasledstva prestola 16 kraljestev Skupnosti narodov. Pred njegovim rojstvom ga je časnik The Washington Post opisal kot »najbolj slavnega otroka na svetu«.